# ヨ・ウンゲ
ヨ・ウンゲ（漢字: 呂運計、ハングル: 여운계、ラテン翻字: Yeo Woon-kay、1940年2月25日 - 2009年5月22日）は、大韓民国京畿道水原市出身の女優。政治学者で京畿大学校名誉教授のチャ・サンフンは夫。
舞台俳優となると同時に国営ソウルテレビ（現：KBS）公開採用タレント2期生に採用されて芸能界にデビュー、1964年にはTBCタレント1期生に特別採用され、韓国初の連続ドラマ『雪が降るのに』に出演した。以後、40年以上に渡り舞台・テレビドラマ・映画に出演してきた。

## 生涯
日本統治時代の1940年に京畿道水原にて誕生。ソウル特別市所在の舞鶴女子高等学校在学中は放送部および合唱部に所属していた。高校卒業後は高麗大学校国文学科に入学。大学内の劇団に所属、『聖火』（성화/聖火）で舞台デビューした。大学演劇時代は、中央大学校在学中同じく大学演劇で活動していたパク・クニョンと合わせて「大学劇のふたり」（대학극 2인）として名をはせた。また黎明期のテレビドラマ業界でも共に仕事をすることになるイ・スンジェ・イ・ナックン・オ・ヒョンギョンらと共に「大学劇第1世代」（대학극 1세대）とも称された。
家族は当初演劇活動に反対していた。このためヨ・ウンゲは「教職課程を履修して学業に戻ったが、席の空きがなく演劇をするしかなかった」と後にインタビューで振り返っている。
大学卒業後の1962年実験劇団（실험극단）に入団してプロの演技者としての道を歩みだした。同年公開採用タレントに採用されて国営ソウルテレビに入社、2年後の1964年にはTBCに特別採用され、韓国テレビ史上初の連続ドラマ『雪がふるのに』（눈이나리는데）に田舎の喫茶店のマダム役で出演した。これがテレビドラマへの初主演作となった。1966年には李御寧の小説を戯曲化した『無翼鳥』の居酒屋の女将役、およびアーサー・ミラー『みんな我が子』の次男の婚約者アン・ディーヴァー役で東亜演劇賞演技賞を受賞した。
1968年にはチェ・ムリョンが監督・主演した情を置いていくな（情 두고 가지마）で映画デビュー。この作品には彼女を含むTBC所属タレントが多く参加していたが、当時の映画界のスターであったチェ・ムリョンやキム・ジミと並んで主演女優のひとりに抜擢された。
1974年、『母』（어머니）で第10回韓国演劇映画テレビ芸術大賞テレビ番組部門演技賞（女優）を受賞。1996年にはSBS演技大賞特別賞、2000年にはKBS演技大賞功労賞を受賞した。
2007年9月、KBS『ヨメ全盛時代』出演中に腎臓癌にかかっていることが分かり、手術を受けるために一時的に降板し11月から現場に復帰した。同時期に出演していたSBS『王と私』については、そのまま降板することとなった。その後癌細胞が肺に転移し肺癌との闘病も行わなければならなくなったが、俳優としての活動を続けた。夫チャ・サンフンは後にインタビューにて、「妻は中毒という程演技活動をしていた。かつて自分は妻を拉致するように済州島にある別荘へ連れて行き療養させた」と告白している。
2009年には遺作となったKBS『チャンファ、ホンリョン』にチャンファの姑ピョン女史役で出演。ヨ・ウンゲは本作品への出演を、事前に夫に打ち明けていたという。しかし収録中に病状が悪化し、4月29日に降板、同役はチョン・ヤンジャが引き継ぐこととなった。
5月22日午後8時過ぎ、仁川広域市内の病院にて死去。死去から2年後の2011年、第38回韓国放送大賞功労賞を受賞した。

## 私生活
1963年に結婚した夫チャ・サンフンとの間に1男1女がある。長女が5歳、長男が生後11か月の時、チャ・サンフンは留学のためフランスへ渡り、6年後に博士号を取得して帰国した。その間ヨ・ウンゲは韓国国内にとどまり、単身仕事と育児をこなしてきた。長女は歯科医師として働く傍らNGO法人での活動をしている。2011年1月、長女は法人の活動仲間と共にKBS『クイズショー四銃士』に出演し優勝を果たした。

## 作品

### 演劇
| 年   | タイトル                     | 原題                             | 役名 | 備考                                                                                              |
| ---- | ---------------------------- | -------------------------------- | ---- | ------------------------------------------------------------------------------------------------- |
| 2005 | ロバの影の所有権に関する裁判 | 당나귀 그림자 소유권에 관한 재판 |      | 高麗大学校開学100周年記念公演 クリストフ・マルティン・ヴィーラント『アブデラの人びと』第4章が原作 |

### 広告・コマーシャル
※一部、企業名をクリックするとCFの動画ページ（当該企業の公式チャンネル内）に飛びます。
| 年   | 企業名                                         |
| ---- | ---------------------------------------------- |
| 1977 | 三立食品ハイミョン                             |
| 1991 | プガン薬品パラドンタックス                     |
| 1996 | ロッテ七星飲料ヘルスオレンジ・ヘルスアップル   |
| 2006 | 韓国ヤクルトチャンラーメン（キム・スミと共演） |

### その他の活動
| 年   | 企業名                           |
| ---- | -------------------------------- |
| 2000 | 高麗大学校国文学科校友交流会会長 |
| 2001 | 法務部犯罪予防委員会芸能人委員   |